# Пуки
„Пуки” је југословенски ТВ филм из 1989. године. Режирао га је Саша Машић који је написао и сценарио.

## Улоге
| Глумац         | Улога |
| -------------- | ----- |
| Младен Јеличић |       |
| Жан Маролт     |       |
| Весна Машић    |       |
| Саша Петровић  |       |